# 악수

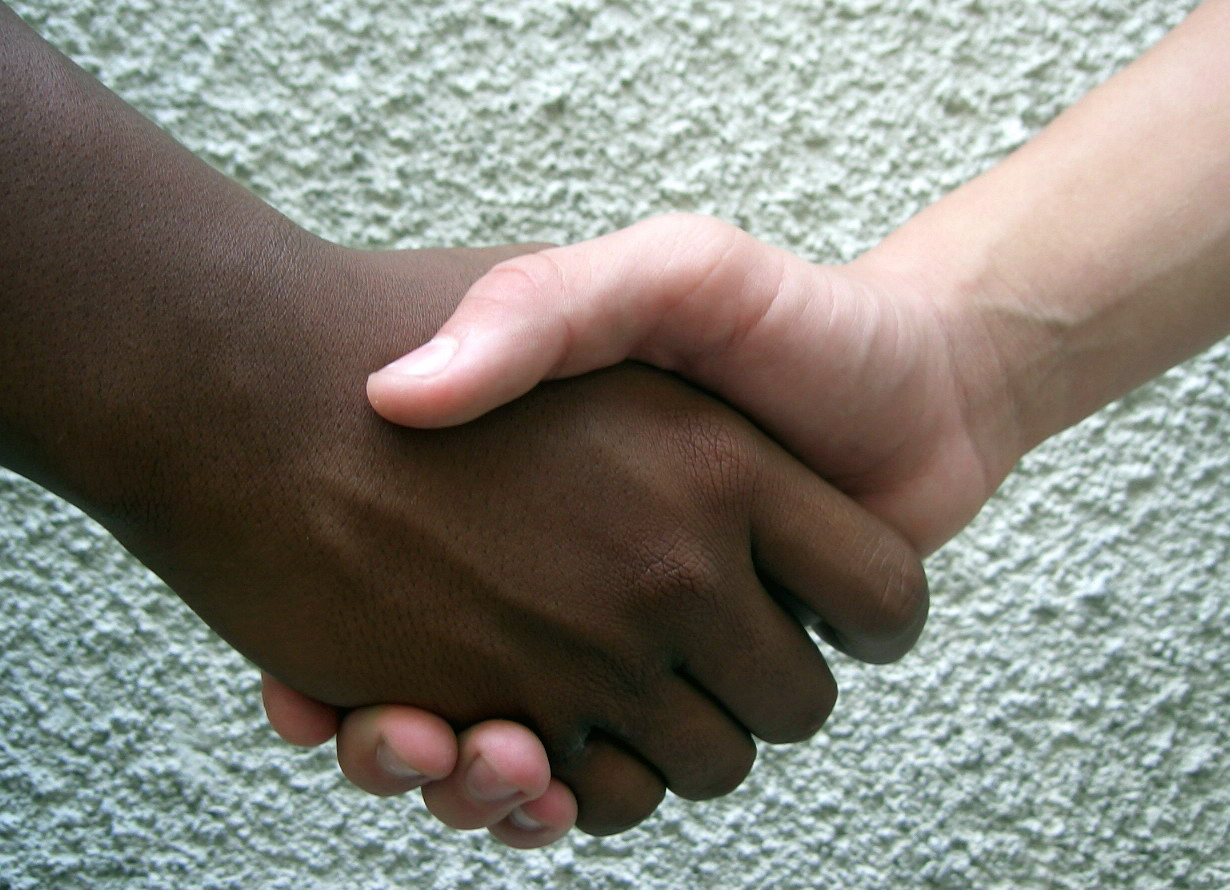
두 사람이 악수하고 있다

리처드 닉슨이 교황 바오로 6세와 악수하고 있다

악수(握手)는 전 세계적으로 널리 퍼져 있는 짧은 인사 또는 작별 인사 관습으로, 두 사람이 서로의 손을 잡고 대부분의 경우 잡은 손을 위아래로 짧게 움직이는 동작이 동반된다. 악수에 관한 관습은 문화에 따라 다르다. 다른 문화권에서는 악수를 할 가능성이 적거나 많을 수 있으며, 악수를 하는 방법이나 시기에 대한 관습이 다를 수 있다.

## 역사

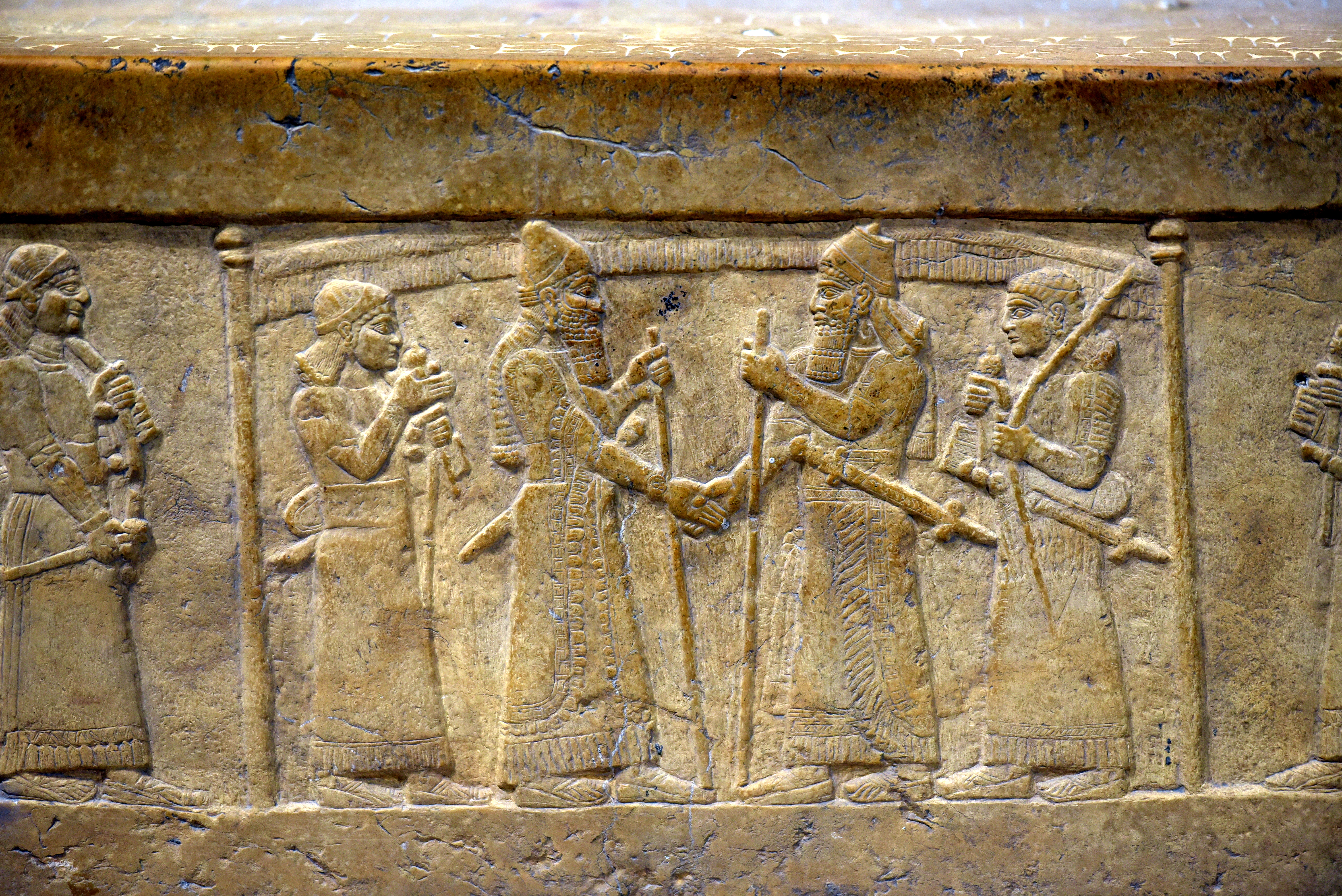
아시리아의 왕 샬마네세르 3세(오른쪽)가 바빌로니아의 왕 마르둑-자키르-슈미 1세(왼쪽)와 악수하고 있다. 기원전 9세기

악수는 손에 무기가 없음을 보여주기 때문에 평화로운 의도를 나타내는 것으로 선사 시대에 유래했을 수 있다. 또 다른 가능성은 맹세나 약속에 대한 상호 약속의 상징적 제스처에서 유래했을 수 있다는 것이다. 두 손이 서로 맞잡는 것은 유대감을 봉인하는 것을 의미한다. 악수가 묘사된 가장 초기의 알려진 기록 중 하나는 기원전 9세기의 고대 아시리아 부조로, 아시리아의 왕 샬마네세르 3세가 바빌로니아의 왕 마르둑-자키르-슈미 1세의 손을 잡고 동맹을 맺는 것을 묘사하고 있다.

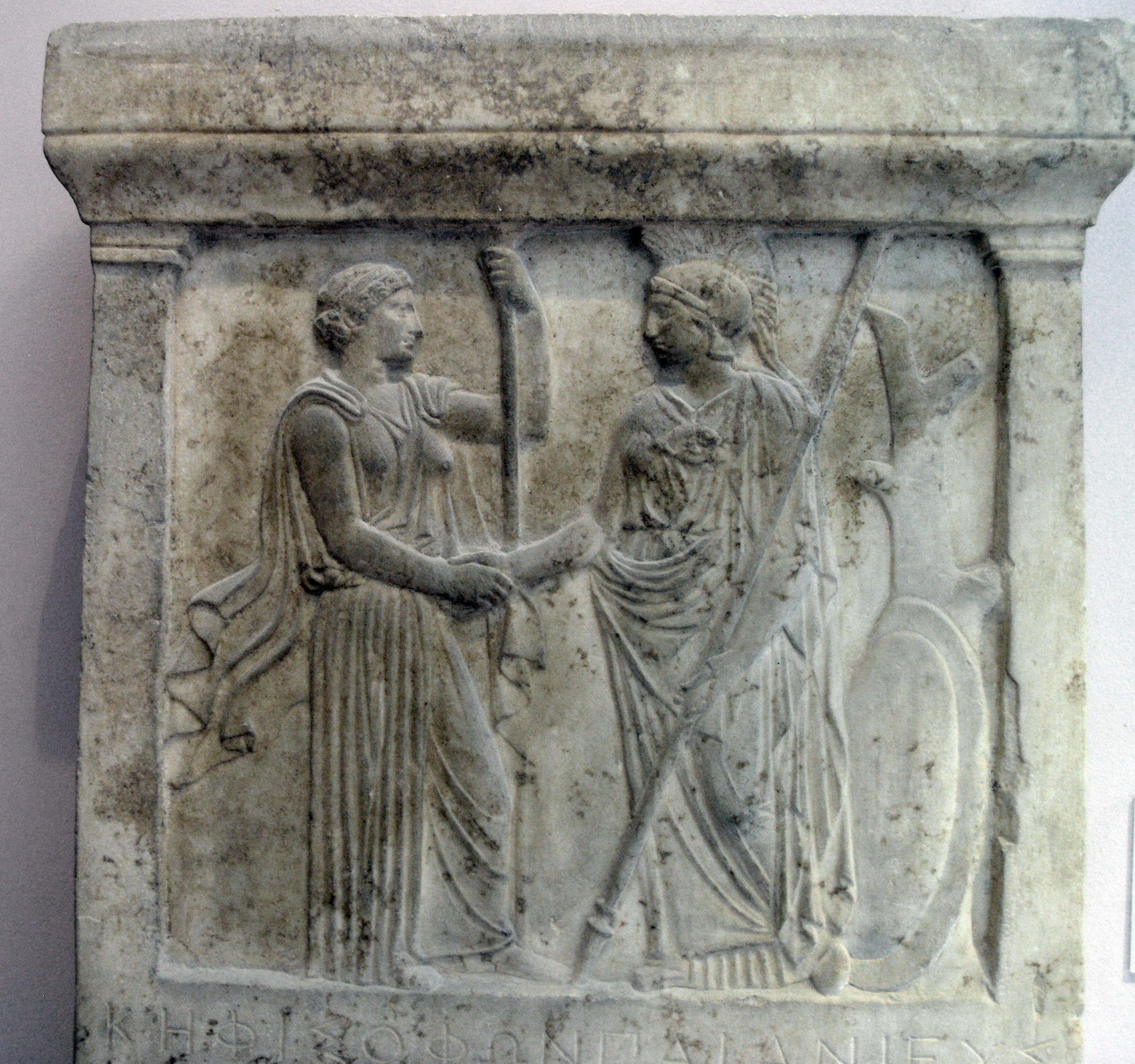
헤라와 아테나가 악수하고 있다. 기원전 5세기 후반, 아테네 아크로폴리스 박물관

고고학 유적과 고대 문헌은 악수가 기원전 5세기부터 고대 그리스(그곳에서는 덱시오시스라고 불렸다)에서 행해졌음을 보여준다. 예를 들어, 두 병사가 손을 잡고 있는 모습은 베를린의 페르가몬 박물관(석비 SK1708)에 전시된 기원전 5세기 장례 석비의 일부에서 찾을 수 있으며, 트라세아스와 그의 아내 유안드리아가 악수하는 모습을 묘사한 기원전 4세기 석비와 같은 다른 장례 석비에서도 찾을 수 있다.

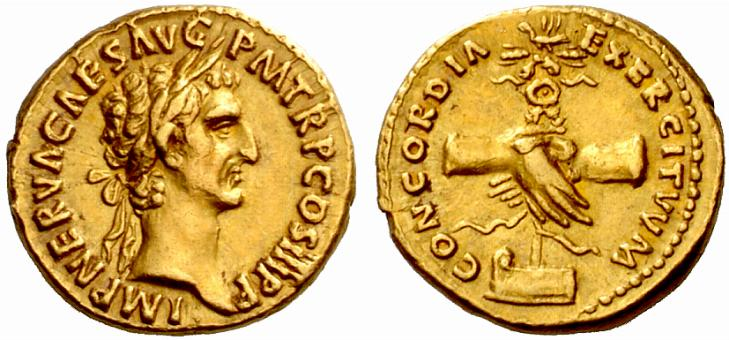
로마 동전에 묘사된 악수, 여신 콩코르디아의 이름과 함께 (기원후 97년)

악수 묘사는 고대 그리스, 에트루리아인 및 로마의 장례 및 비장례 미술에서도 나타난다. 무슬림 학자들은 악수 관습이 예멘 사람들에 의해 그들에게 전해졌다고 기록했다.

## 현대 관습

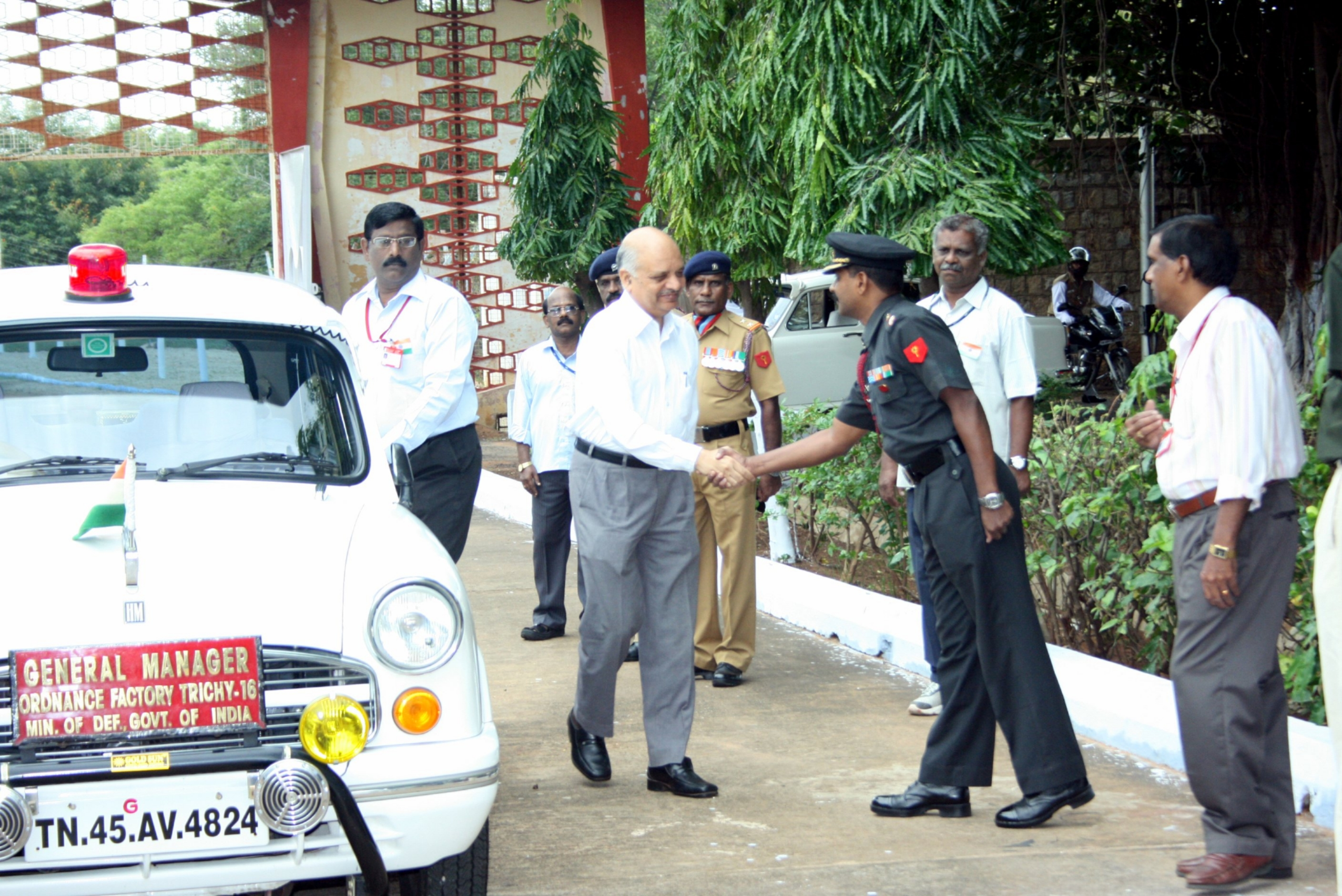
악수하는 장교들

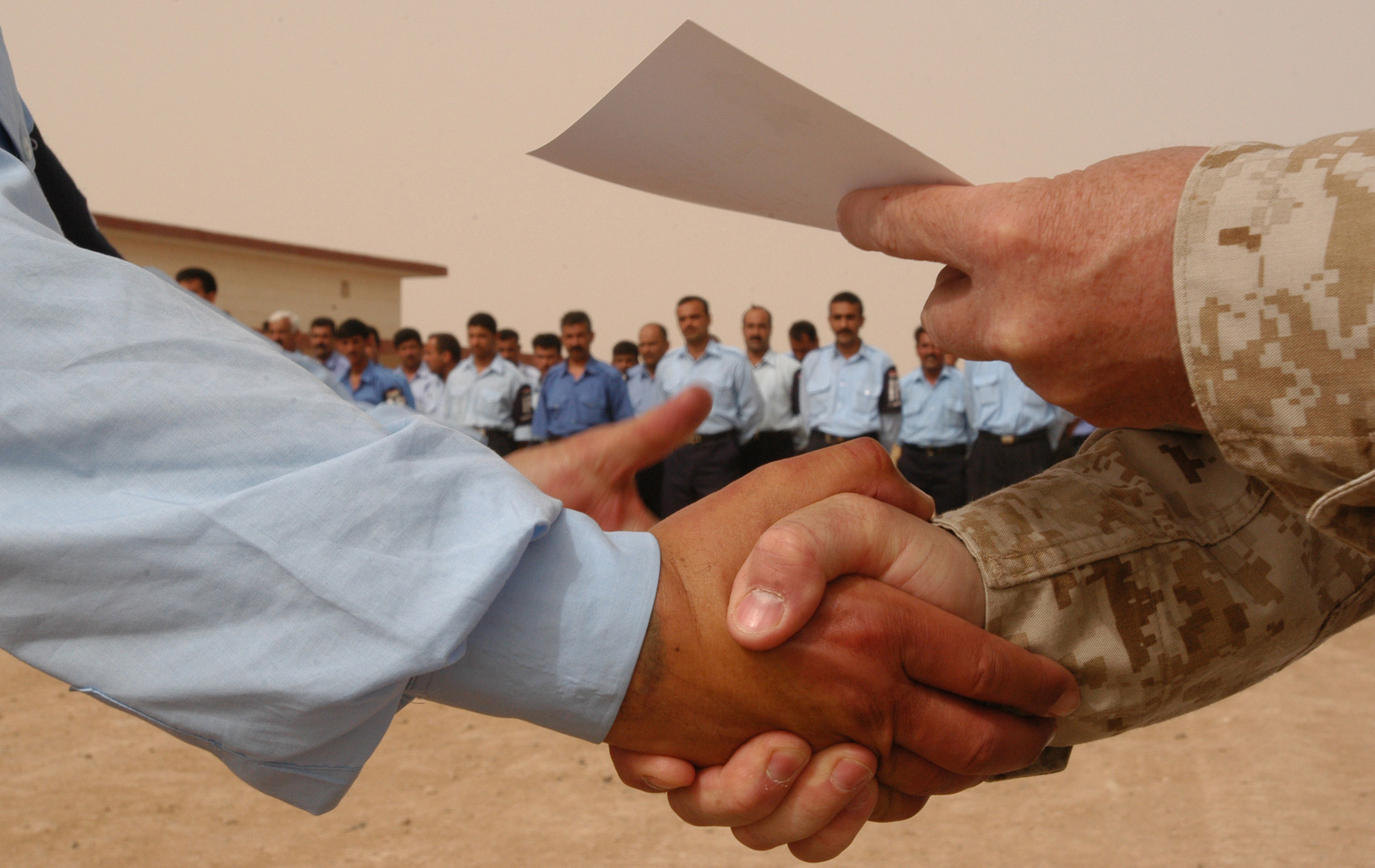
왼손으로 증명서를 건네면서 오른손으로 악수

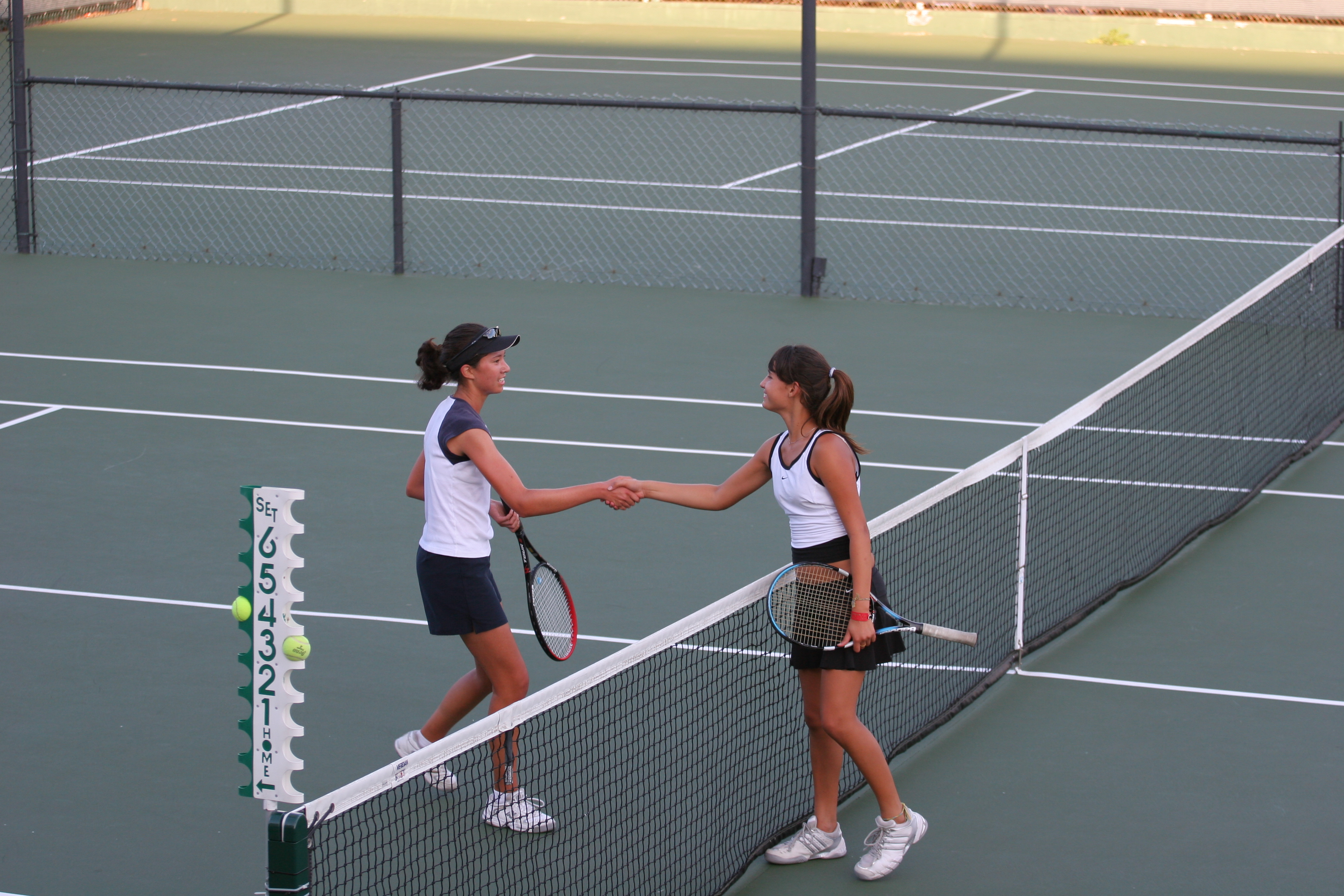
경기 후 악수하는 테니스 선수들

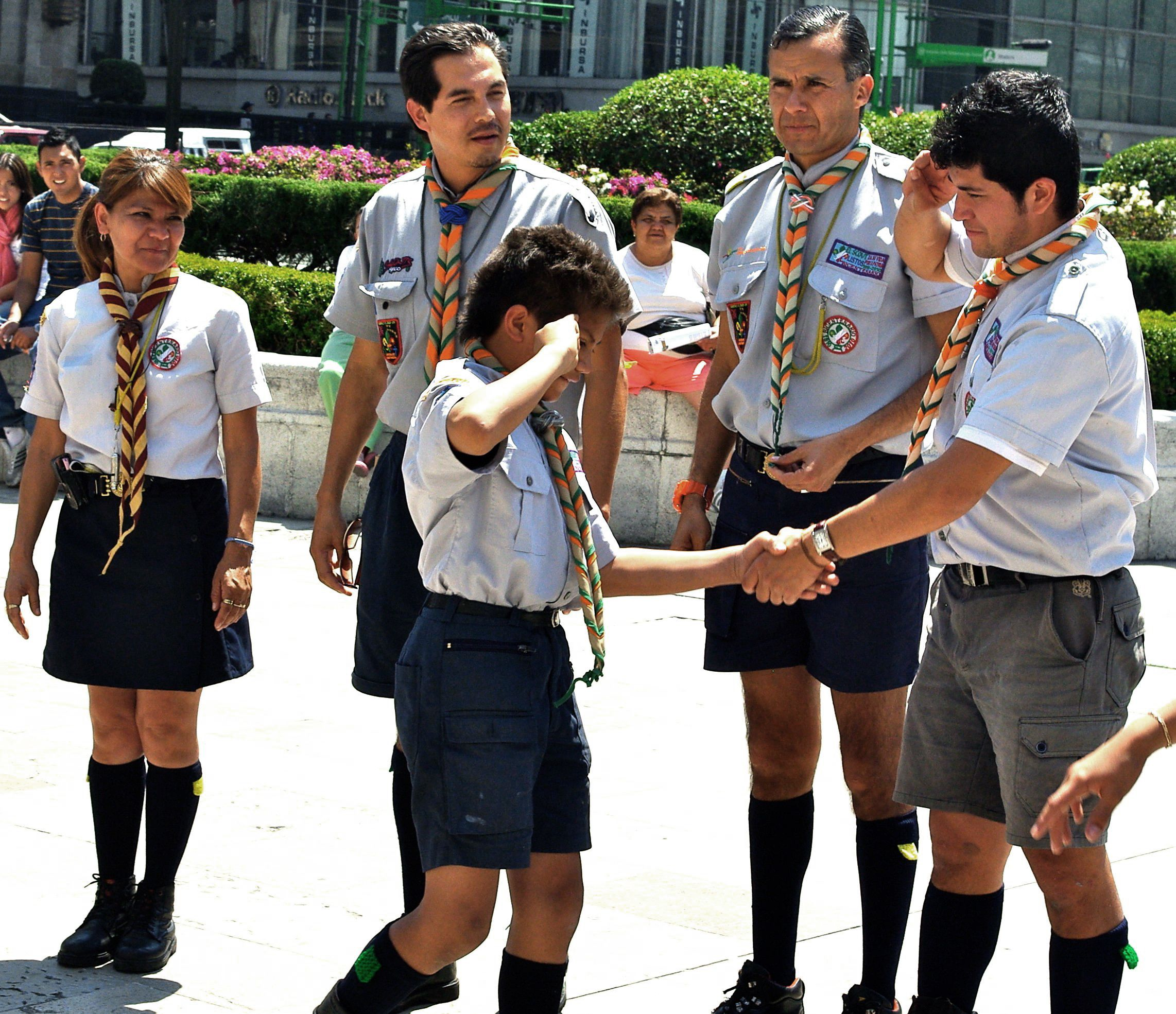
2010년 3월, 멕시코시티에서 지도자들이 한 소년을 스카우트 운동으로 환영한다. 왼손 악수에 주목하라.

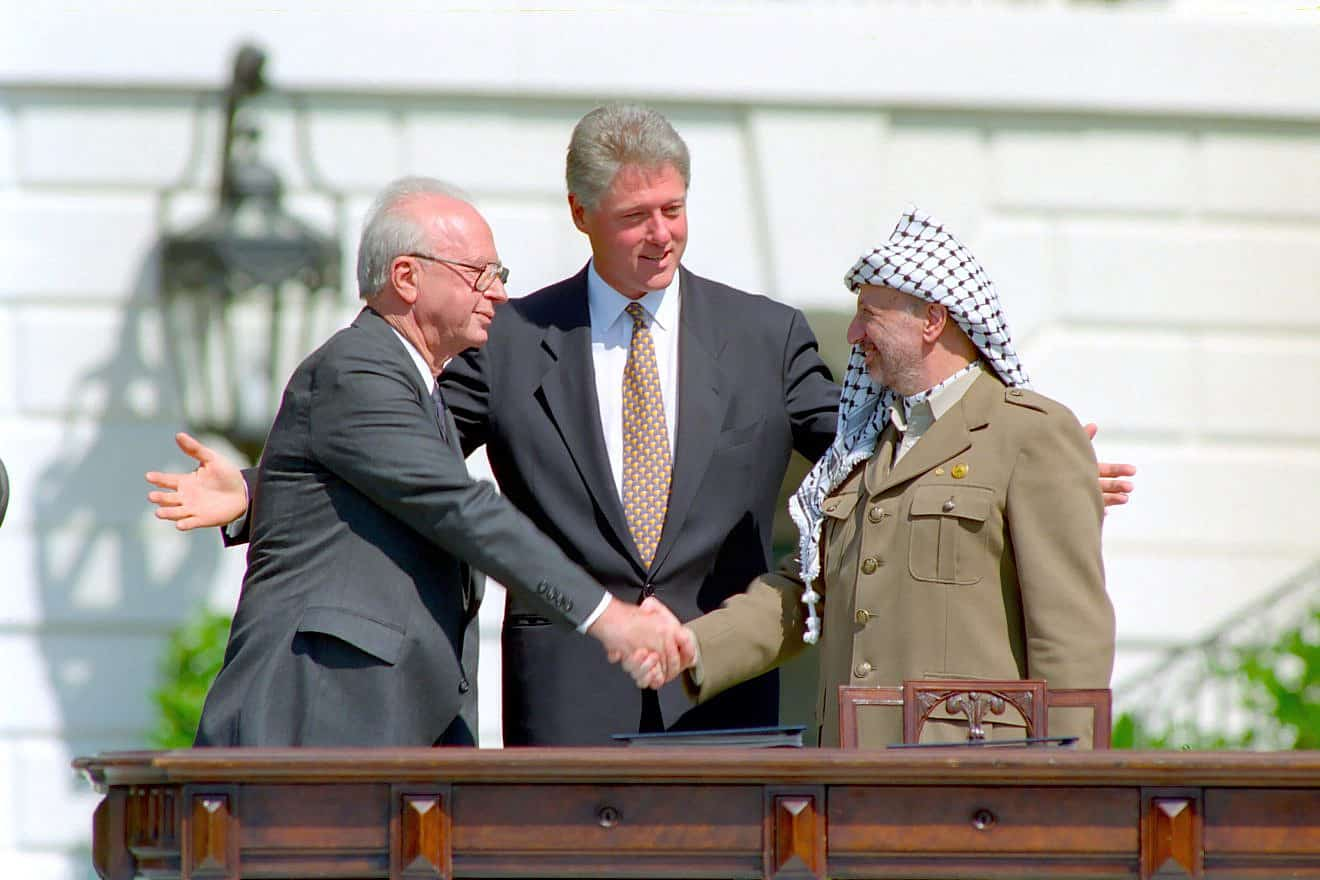
이스라엘 총리 이츠하크 라빈, 미국 대통령 빌 클린턴, 야세르 아라파트가 1993년 9월 13일 오슬로 협정 서명식에서

악수에는 일반적으로 그리고 특정 문화권에 따라 다양한 관습이 있다.
악수는 일반적으로 만날 때, 인사할 때, 헤어질 때, 축하를 전할 때, 감사를 표현할 때, 또는 사업적 또는 외교적 합의를 완료했다는 공개적인 표시로 행해진다. 스포츠에서는 좋은 스포츠맨십의 표시로도 행해진다. 그 목적은 신뢰, 존경, 균형 및 평등을 전달하는 것이다. 합의를 형성하기 위해 행해진다면, 손이 헤어질 때까지 합의는 공식적이지 않다.
건강 문제나 지역 관습이 달리 지시하지 않는 한, 악수는 일반적으로 맨손으로 한다. 상황에 따라 다르다.

### 지역별
- 영어권 국가에서는 악수가 비즈니스 상황에서 일반적이다. 비공식적인 비즈니스 외 상황에서는 남성이 여성보다 악수를 할 가능성이 더 높다.[12]
- 미국, 영국 및 캐나다에서는 전통적인 악수가 굳건하고 오른손으로 행해지며, 좋은 자세와 눈 맞춤이 동반된다. 양쪽 당사자가 서서 악수하는 것이 좋은 예의로 간주된다.[13][14]
- 오스트리아인들은 만날 때, 종종 아이들과도 악수한다.[14]
- 네덜란드와 벨기에에서는 특히 만날 때 악수가 더 자주 행해진다.[14][15]
- 덴마크에서는 덴마크 시민권 취득의 마지막 단계는 지역 공무원과의 악수가 특별히 요구되는 행사이다(장갑을 착용할 수 없음).[16]
- 노르웨이에서는 굳건한 악수가 선호되며, 사람들은 주로 거래를 합의할 때, 개인 및 비즈니스 관계에서 악수를 한다.[14]
- 러시아에서는 남성들 사이에서 악수가 행해지며, 여성들은 거의 하지 않는다.[17]
- 스위스에서는 여성의 손을 먼저 잡는 것이 기대될 수 있다.[14]
- 이스라엘에서는 유대인들(성별 간에는 초종교 유대인 제외) 사이에서 악수가 표준적이지만, 아랍인들 사이에서는 그렇지 않다.[18][19][20]
- 튀르키예나 아랍어권 중동과 같은 일부 국가에서는 악수가 서구에서만큼 굳건하지 않다. 따라서 너무 굳건하게 잡는 것은 무례하다.[14]
- 모로코인들은 같은 성별의 사람에게 부드러운 악수를 건네며, 양쪽 볼에 한 번씩 키스한다(가족이 아니면 입술이 볼에 닿지 않는다).[21] 악수 후에는 오른손으로 심장을 가볍게 만질 수 있다.[22][23]
- 아르메니아에서는 악수가 남성들 사이에서 가장 흔한 인사이며, 만약 두 사람이 친밀한 관계라면 볼에 키스를 하는 것을 선택적으로 동반한다. 전통적으로 여성은 남성이 악수를 위해 손을 내밀기를 기다려야 한다. 여성들은 일반적으로 포옹과 볼 키스로 서로 인사한다.[24]
- 중국에서는 악수 예의에서 나이가 중요하게 여겨지며, 나이 많은 사람에게 먼저 악수를 하며 인사해야 한다.[25] 약한 악수도 선호되지만, 악수하는 사람들은 처음 악수한 후에도 오랫동안 서로의 손을 잡고 있는 경우가 많다.[14]
- 일본에서는 악수하는 전통이 없으며, 서로에게 정중하게 고개를 숙이는 것을 선호한다(손은 옆에 열어둔 채로). 일본인들은 외국인에게 악수를 할 수도 있지만, 외국인들은 일본인이 악수를 시작하도록 두는 것이 좋으며, 약한 악수가 선호된다.[14] 예외는 이른바 악수회이다.[26]
- 한국에서는 나이 많은 사람이 악수를 시작하며, 약한 악수가 선호된다. 악수할 때 오른팔을 왼손으로 잡는 것이 존경의 표시이다. 악수하는 동안 빈손을 주머니에 넣는 것은 무례하다고 간주된다.[14][27] 고개를 숙이는 것이 한국에서 사람에게 인사하는 선호되고 전통적인 방법이다.[28]
- 태국에서는 전통적인 와이를 받지 않을 때만 악수를 한다. 한 사람이 와이를 하며 가슴 높이에서 손바닥을 모으고 고개를 숙이면, 남성은 "사왓디캅"이라고 말하고 여성은 "사왓디카"라고 말하며 답례한다(둘 다 "안녕하세요"라는 뜻이다).[25]
- 인도와 인근 여러 국가에서는 악수 대신 공손한 나마스테 제스처를 사용하며, 때로는 약간의 고개를 숙이는 동작이 동반된다. 악수는 비즈니스 및 기타 공식적인 환경에서 선호된다.
- 아프리카의 일부 지역에서는[{{{설명}}}] 대화가 두 사람 사이에서 진행되고 있음을 보여주기 위해 악수를 계속 유지한다. 만약 악수하지 않으면 다른 사람들이 대화에 참여할 수 있다.[29]
- 마사이인 남성들은 손바닥을 아주 짧은 순간 동안 부드럽게 맞대어 서로에게 인사한다.[30]
- 라이베리아에서는 스냅 악수가 관례적이며, 악수가 끝날 때 두 악수하는 사람이 서로의 손가락을 튕긴다.[31]
- 에티오피아에서는 악수할 때 왼손을 사용하는 것이 무례하다고 간주된다. 노인이나 권위 있는 사람에게 인사할 때에는 악수와 함께 고개를 숙이고 왼손으로 오른손을 받치는 것이 관례이다.[32]
- 인도네시아에서는 왼손이 불결한 일을 위해 지정된 손이므로 왼손을 사용하는 것이 무례하다고 간주된다. 너무 세게 잡는 것은 무례하거나 공격적인 행동으로 간주될 수 있으므로 중간에서 부드러운 악수 악력이면 충분하다.[33]

### 기타
- 악수와 관련이 있지만 더 비공식적인 주먹 인사를 선호하는 사람들도 있다. 일반적으로 주먹 인사는 주먹을 쥐고 행해진다. 손의 손가락 마디만이 상대방 손의 손가락 마디에 닿는다. 악수의 공식적인 성격과는 달리, 주먹 인사는 일반적으로 사업 거래를 마무리하거나 공식적인 비즈니스 환경에서는 사용되지 않는다.[34][35]
- 핸드 허그는 정치인들 사이에서 인기 있는 악수 유형으로, 따뜻하고 친근하며 신뢰할 수 있고 정직한 사람으로 보이게 할 수 있다. 이 악수 유형은 쥔 손을 나머지 빈손으로 덮어 일종의 "고치"를 만든다.[36]
- 펜싱 스포츠에서, 2023년 올가 하를란 악수 사건 이후, 국제 펜싱 연맹은 경기 종료 후 펜서들 간에 이전에 의무였던 악수를 선택 사항으로 변경하여, 대신 거리 인사를 허용했다.[37][38]

## 세균 확산

악수 금지 표지판

악수는 여러 미생물 병원체를 퍼뜨리는 것으로 알려져 있다. 옴과 같은 특정 질병은 직접적인 피부 접촉을 통해 가장 자주 퍼지는 것으로 알려져 있다. 한 의학 연구에 따르면 주먹 인사와 하이파이브가 악수보다 세균을 덜 퍼뜨린다. 2009년 H1N1 범유행 동안 캘거리 대학교 의과대학장인 톰 피즈비는 바이러스 전파를 막기 위한 노력의 일환으로 주먹 인사가 "악수의 좋은 대체품"이 될 수 있다고 제안했다.
병원 내 의사 및 기타 의료 종사자의 손 위생 규칙 준수율이 약 40%에 불과하다는 2010년 연구 결과에 따라, UCLA 병원 의사인 마크 스클란스키는 세균 확산을 제한하고 질병 전파를 줄이는 방법으로 "악수 없는 구역"을 시험하기로 결정했다. UCLA는 악수를 전면 금지하지 않고, 대신 주먹 인사, 미소, 절, 손 흔들기, 비접촉 나마스테 제스처와 같은 다른 대안을 제안했다. 다른 출처에서는 눈썹 치켜뜨기, 와이 절, 두 번 박수, 손을 심장에 대기, 수화 손 흔들기 또는 샤카 사인을 제안한다.
코로나19 범유행 동안 여러 국가 및 단체는 악수 대신 다른 인사 방식을 사용하도록 장려하는 정책을 채택했다. 제안된 대안으로는 팔꿈치 맞대기, 주먹 인사, 발로 발을 두드리기 또는 사회적 거리두기를 위한 공수 자세 또는 나마스테 제스처와 같은 비접촉 행동이 있었다. 발로 인사하는 것도 제안되었다.

## 화학 신호
이스라엘 바이츠만 과학 연구소의 연구의 일환으로 인간의 악수가 악수하는 사람들 사이에 사회적 화학 신호를 전달하는 수단으로 작용한다는 것이 밝혀졌다. 악수한 손을 코 근처로 가져가 냄새를 맡는 경향이 있는 것으로 보인다. 이는 동물이나 특정 인간 문화권(예: 투발루, 그린란드 또는 농촌 몽골에서 빠른 냄새 맡기가 전통적인 인사 의식의 일부인 경우)에서 흔히 볼 수 있는 보다 명백한 냄새 맡기 행동을 대체하며, 악수한 사람에 대해 알아야 할 진화적 필요성을 충족시키는 역할을 할 수 있다.

## 세계 기록

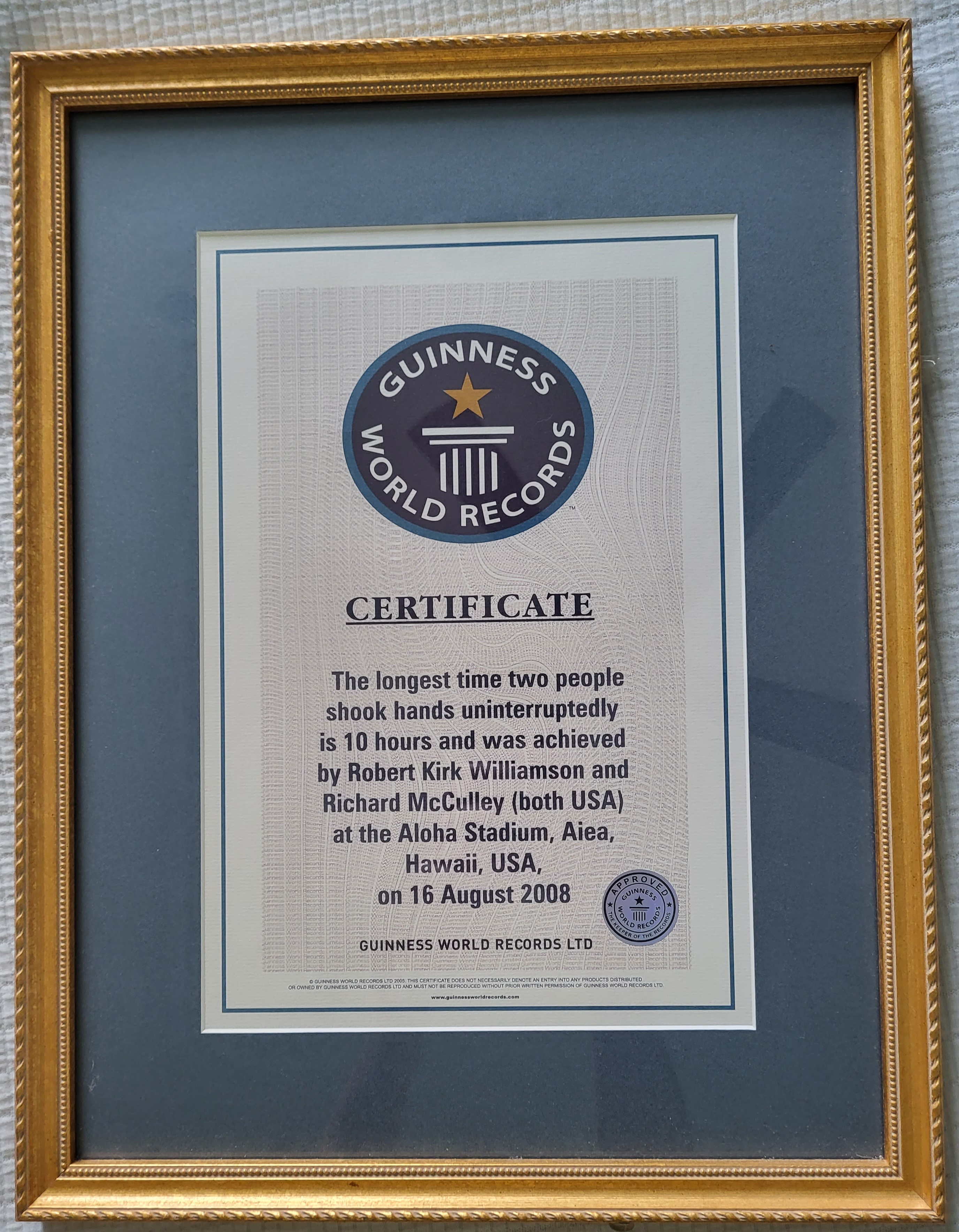
2008년 세계 기록

1963년, 랭스 도슨은 웨일스 렉섬에서 10+1⁄2시간 동안 12,500명의 사람들과 악수했다.
애틀랜틱시티 시장 조셉 라자로는 1977년 7월 홍보 행사에서 하루 만에 11,000명 이상의 사람들과 악수하여 기네스 세계 기록에 등재되었는데, 이는 1907년 1월 1일 백악관 리셉션에서 8,510명의 악수를 기록한 시어도어 루스벨트 대통령이 세운 이전 기록을 깼다.
2008년 5월 27일, 케빈 휘태커와 코리 젠스는 캘리포니아 샌프란시스코에서 9시간 30분 동안 악수를 하여 2006년에 세워진 이전 기록인 9시간 19분을 깨고 세계 최장 악수(한 손) 기네스 세계 기록을 경신했다. 이 기록은 2008년 8월 16일 커크 윌리엄슨과 리처드 맥컬리가 하와이 아에아의 알로하 스타디움에서 10시간 동안 끊이지 않고 악수한 것으로 기네스 세계 기록에 등재될 때까지 잠시 유지되었다. 2009년 9월 21일, 잭 소니스와 린제이 모리슨은 12시간 34분 56초 동안 악수하여 그 기록을 깼다. 그들의 기록은 한 달도 채 안 되어 캘리포니아 클레어몬트에서 존-클라크 레빈과 조지 포스너가 15시간 15분 15초 동안 악수하면서 깨졌다. 다음 달인 11월 21일, 매튜 로젠과 조 애커먼은 15시간 30분 45초로 새로운 세계 기록을 세우며 이 위업을 넘어섰다.
2011년 1월 14일 금요일 동부 표준시 오후 8시, 뉴욕시 타임스 스퀘어에서 최장 악수 기록 경신 시도가 시작되었고, 기존 기록은 준프로 세계 기록 경신자 앨러스터 갤핀에 의해 깨졌다.
2020년 1월 29일, 아부다비 경찰이 도시에서 인간 형제애 문서 서명 1주년을 기념하기 위해 개최한 행사에서 움 알 에마라트 공원에서 약 1,817명이 최장 악수 릴레이의 새로운 세계 기록을 세웠다.

### 갤러리

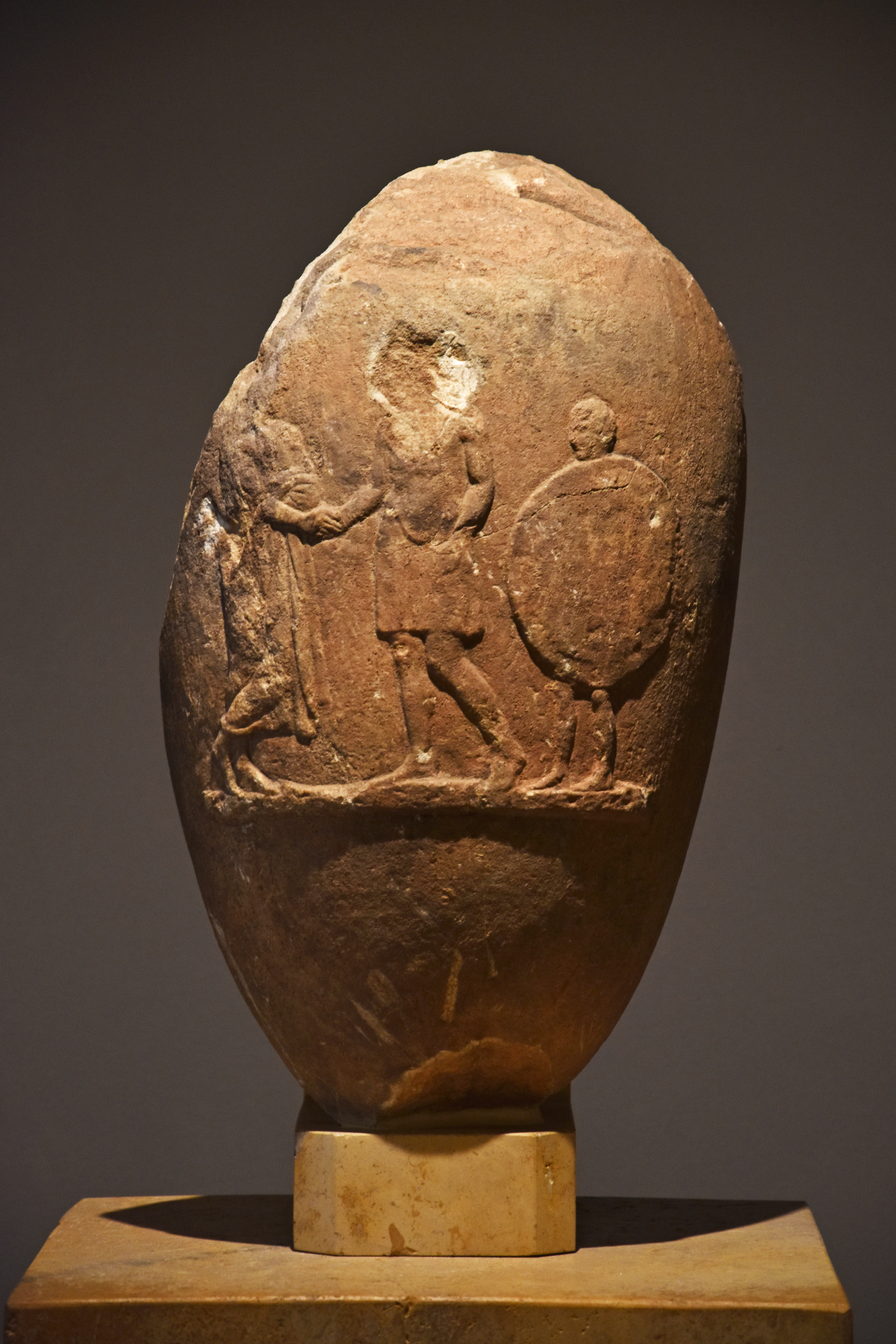
호플리테스가 노인에게 인사하며 노예가 아스피스를 들고 있다.
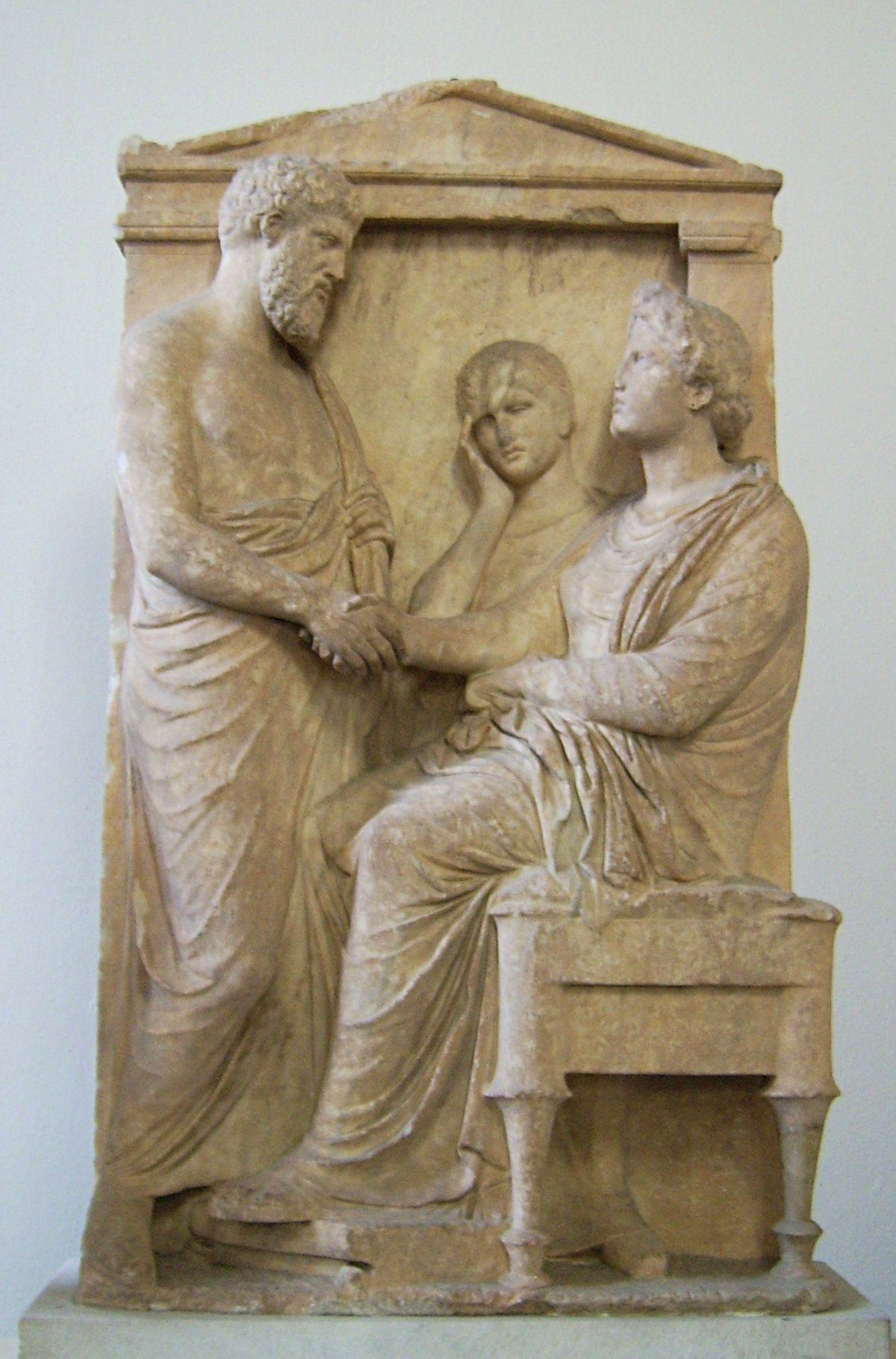
트라세아와 유안드리아의 장례 석비. 대리석, 기원전 약 375–350년. 베를린 고대 유물 컬렉션, 페르가몬 박물관, 738
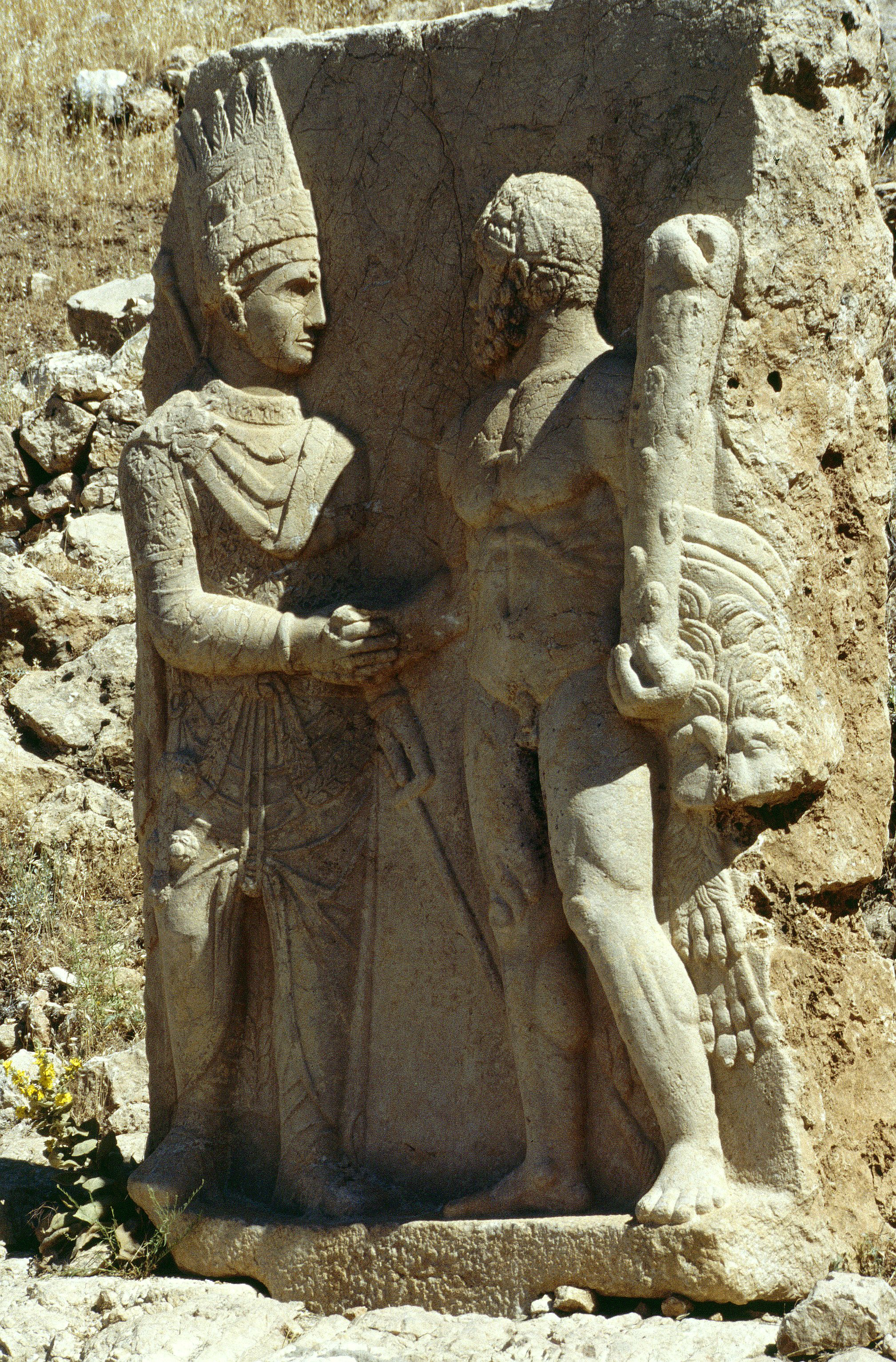
콤마게네의 안티오코스 1세 테오스가 헤라클레스와 악수하고 있다. 기원전 70–38년, 아르사메이아.
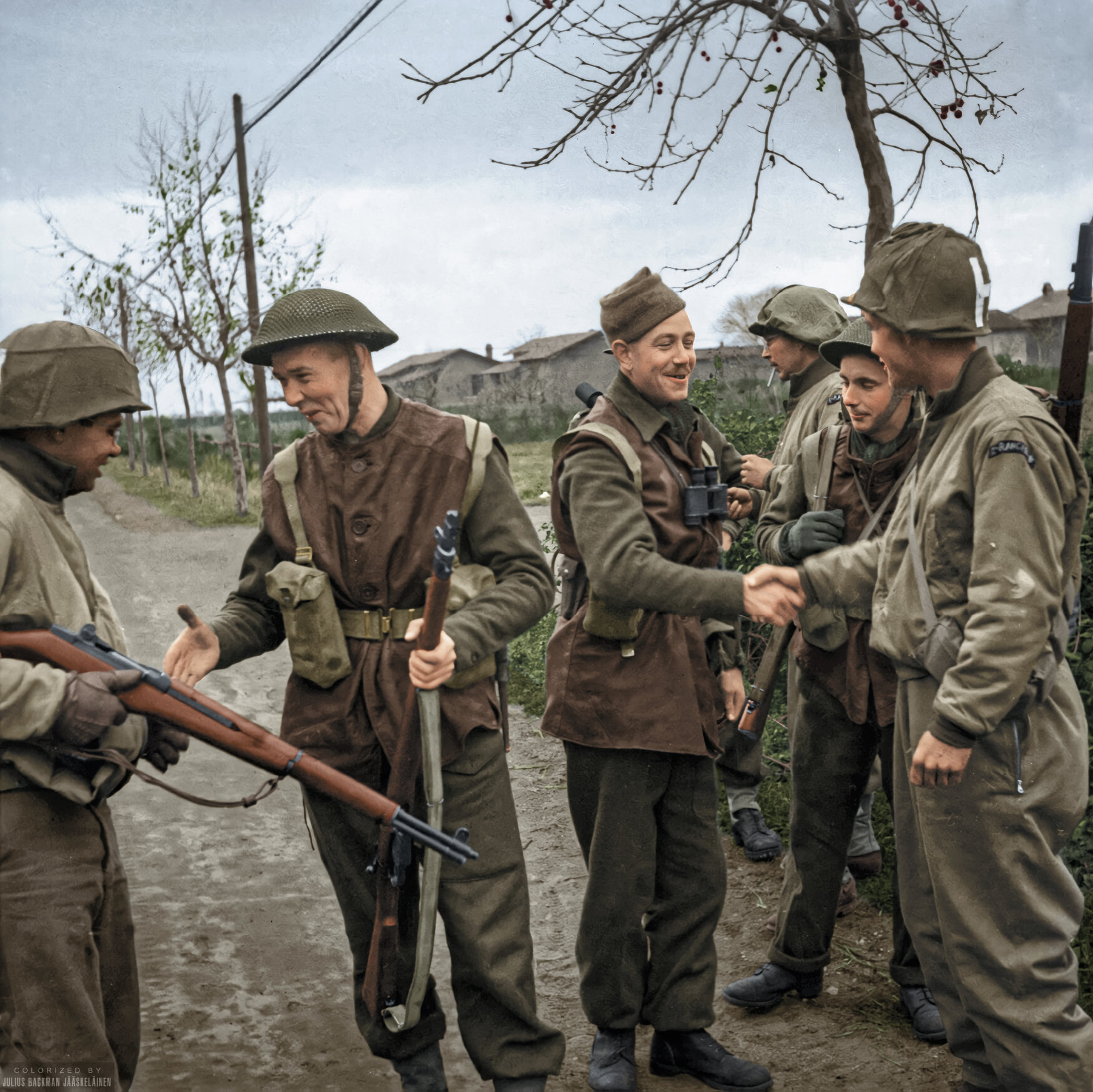
제2차 세계 대전 중 안치오 도로에서 악수하는 영국군과 미군.

## 같이 보기
- 인사